# 普里斯卡星
小行星1359（1359 Prieska）是一颗围绕太阳公转的小行星。1935年7月22日，由英國出生的南非天文學家西里爾·傑克遜在南非約翰尼斯堡聯合天文台（Union Observatory）發現。。
該小行星以南非的城鎮普里斯卡命名。
这颗小行星的绝对星等为10.46等。